# Пільне
Пі́льне — село (до 2011 року — селище) Ольгинської селищної громади Волноваського району Донецької області України.

## Загальні відомості
Пільне підпорядковане Ольгинській селищній раді. Відстань до райцентру становить близько 24 км і проходить переважно автошляхом Н20. За 4 кілометри від села розташована залізнична станція Південнодонбаська. Землі села межують із територією Мар'їнського району Донецької області. Поруч розташований західний вапняковий кар'єр ПАТ «Новотроїцького рудоуправління».

## Населення

### Мова
Розподіл населення за рідною мовою за даними перепису 2001 року:
| Мова            | Кількість | Відсоток |
| --------------- | --------- | -------- |
| українська      | 181       | 54.52%   |
| російська       | 140       | 42.17%   |
| грецька         | 3         | 0.90%    |
| білоруська      | 1         | 0.30%    |
| інші/не вказали | 7         | 2.11%    |
| Усього          | 332       | 100%     |

За даними перепису 2001 року населення села становило 332 особи, з них 54,52 % зазначили рідною мову українську, 42,17 % — російську, 0,9 % — грецьку та 0,3 % — білоруську мову.